# Niepryszka
Niepryszka (Nepryszka, dawniej Neprys) – struga, lewostronny dopływ Szumu o długości 11,46 km.
Płynie po zachodniej stronie Roztocza Środkowego. Jej źródło znajduje się w Józefowie, płynie ona w kierunku południowo-zachodnim przez Park Krajobrazowy Puszczy Solskiej i wpada do Szumu. Dominujące ryby: pstrąg, płoć, okoń, i miętus.